# 杨永泰
杨永泰（1880年—1936年10月25日），原名承泰，字鬯卿（暢卿），广东高州大井镇大坡山村人，清朝秀才，國民政府高级官员，新政学系重要人物。深受蔣中正信任，曾任湖北省政府主席，1936年10月25日在汉口码头被暗殺身亡。

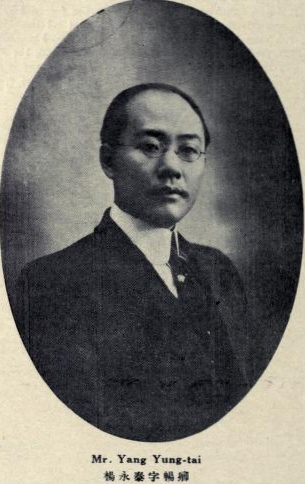
杨永泰

## 生平

### 早年
1897年，17岁第一次参加科举考试，高中榜首，有了秀才的功名。1899年，19岁到广州广雅书院求学。1901年，清政府颁布“兴学诏”政令之后，广雅书院改为广东高等学堂。1902年转入北京法政专门学校学习法政。1905年毕业后任广州《广南报》编辑。1908年当选广东咨议局议员。
1912年中华民国成立后，当选临时参议院议员，参加国民党。1913年当选第一届国会参议院议员。1914年春在袁世凯解散国会之后，到上海与国会议员谷钟秀等人创办《正谊》杂志，并与黄兴等组织欧事研究会（这是当时一些不认同孙中山中华革命党理念的国民党人的组织）。1915年任上海《中华新报》主笔，反对袁世凯称帝。
1916年初杨永泰在上海听到护国战争爆发的消息后，立即回到广东，5月1日，岑春煊与梁启超在肇庆设立两广护国军都司令部，杨出任财政厅长，承担起为护国军筹款的重任。这主要是因为他是广东人，在该地颇有影响力，再加上他善于交际，筹备粮草很有门路。数日后，军务院成立，杨又任军务院财政厅厅长。护国战争胜利后，黎元洪继任，段祺瑞出任内阁总理，肇庆军务院取消，民初国会重新恢复。以李根源、张耀曾、谷钟秀等人为代表的旧国民党人结成了一个新的组织——政学会，希望联络更多志同道合者以加强自己的影响力，杨永泰也参与了政学会章程的起草，成为其中的一名重要成员。

### 护法战争
1917年7月孙中山在南方举起护法运动的旗帜，组织护法军政府，北京的国会议员纷纷南下广州，组织非常国会，杨永泰也再次来到广州。有之前在国会中与袁世凯的斗争和护国战争中筹措军需的经历，杨永泰很受“大元帅”孙中山的信任和重用，内定杨出任护法军政府财政厅厅长。但政学会此时已经把宝压在了西南实力派身上，其组织主要成员李根源、张耀增听说杨准备出任护法军政府财政厅厅长后，劝杨永泰不要和孙中山走得太近。之後孙中山几次催促楊就任财政厅厅长，但楊以各种原因推脱，迟迟不就。西南实力派在政学派的支持下，1918年5月，非常国会强行通过《修正军政府组织法案》，改大元帅单独首领制为七总裁合议制，排挤孙中山，孙中山愤而辞职，离开广州。为政学会骨干的杨永泰这时得到了岑春煊、陆荣廷等西南实力派支持，不久便出任广东财政厅厅长。1920年4月，又出任广东省省长。李根源在争权斗争中败给了李烈鈞，李烈鈞支持孙中山，原本支持杨永泰和政学系的武力转而支持孙中山，宣布支持孙中山的陈炯明也回师广州。

### 北洋政府
1922年6月国会复会，杨永泰到北京继续任参议院议员。1923年政学系诸人先是辅助黎元洪反对曹锟贿选。1924年，曹锟等人倒台之后，旧国会被解散，杨永泰与政学系的一帮人都陷入历史的低谷。杨永泰寄居上海，过上了“寓公”的生活。1925年任善后会议财政委员会副委员长。

### 南京国民政府
1927年任南京国民政府军委会参议，为政学系首领之一。1928年黄郛因办理濟南慘案身心交瘁，萌生退意，在即将隐退时对蒋介石说：“海内有奇才杨畅卿先生，胸罗经纶，足以佐治，凡吾所能者，畅卿无不能，畅卿所能者，有时吾还不及，国家大计，望公商之。”针对1929年初中国的四大强藩的不同特点，杨永泰又提出了新的整体解决方案：以军事手段解决李宗仁、白崇禧（反蒋积极，矛盾难以调和），以经济手段解决冯玉祥（战力强大但经济贫弱），以政治手段解决阎锡山（阎锡山长于政治经济，但军事力量较弱，政治声望不够），以外交手段解决张学良（远在东北，内部矛盾重重，与关内军阀和日俄也有很多矛盾）。

### 剿共
1931年任军委会秘书长。杨永泰总结前三次对中央苏区围剿惨败与以往的战争失利完全不同，因为蒋介石把共党看成了北洋军阀，把红军看成了与北洋军阀一样的军队。实际上，红军与蒋介石以往遇到的任何军队都不一样，可以说这是一支“不怕死、不受抚、不感恩、不惧威”的真正“党军”。红军最大不同是实行政治建军、思想建军，兵民一体，因此必须采取新的系统性的策略才能将其彻底扑灭。1932年蒋介石到汉口主持鄂豫皖三省剿共军事的时候，杨永泰被提升为鄂豫皖剿共司令部秘书长，成为蒋介石真正意义上的幕僚长。1932年，在蒋介石发动对中央苏区第四次围剿之际，杨永泰向蒋呈递了一份万言书，系统陈述了对于“剿共”的意见：

“吾随先生出师，细观江西诸地，渐觉共党不足为虑。所难之点为共党与‘匪区’民众结为一家，两者合手，实为一严重问题。民众与共党合为一家，在于吾地方官吏风气日下，致使民众为共党所利用。”
“我之所言新的谋略，意即剿共实行三分军事，七分政治。所谓七分政治，在吾，则加强对匪区民众管理，加强对匪区民众宣传，澄清吏治，务使土豪恶霸横行乡里者灭绝。对贫穷困苦无孤者，给予救济，对匪区民众日常生活给予指导和帮助。这样，渐使匪区民众日益脱离共党，不为共党所左右。达此目的，即剿共不愁也。所谓三分军事，在下大力于上述诸务中，然后派重兵对匪区共党实行严厉的围剿，务使除恶务尽，不留后患。同时对投诚者，要给予宽大和出路，实行先生之剿抚兼施。吾认为，如实行三分军事，七分政治，变军事剿共为政治剿共，不出一年，会初见成效。”

1933年5月任军委会委员长南昌行营秘书长并兼任负责“政治剿共”的行营第二厅，国民党候补中央执委。被蒋介石称为“当代卧龙”。1934年初杨永泰建议用三民主义、传统文化和民族复兴来对抗共产党的红色宣传，重构国民党的意识形态教育，同时加强国民的纪律教育，以收拾民心，提升国民素质，这一揽子计划就是新生活运动。
1934年10月中央红军开始长征后，杨永泰提出“驱虎吞狼”战略。建议蒋介石在撤销委员长南昌行营之后，设立重庆行营，在剿共的同时将四川收归中央。杨永泰、贺国光率领参谋团一行人进入四川。1935年2月，川北驻军田颂尧与红四方面军作战失利，4月份，杨永泰将其撤职查办，田也失去了自己的军队与地盘，此举大大震慑了四川的大小军阀诸侯。为彻底控制川军，杨永泰向蒋建议，仿照庐山军官训练团的方法，轮训川军各级军官，以便分化川军系统。

### 施展政治抱负
到1935年，新政学系形成“省府主席十有九，行营主任五占三”的局面。1935年5月，刘镇华在杨永泰的推荐下，带着自己的基本部队到安徽做了安徽省主席。1935年10年，行政院长汪精卫在国民党四届六中全会上遇刺，杨永泰谋求行政院长一职，最终由于政敌的反对未逞。1936年初新政学系的重要人物，湖北省政府主席张群被调到外交部工作，杨永泰继任湖北省省长，雷厉风行，大刀阔斧地推行自己“七分政治”中关于地方治理的部分内容。在杨看来，必须对中国政治做一个彻底的改造，这个改造是一个涵盖“政本-政纲-政制”的体系。所谓政本，是指人的因素，其要在于澄清吏治、严格选人；所谓政纲，是指建立一套严密的地方统治机构，制定全面系统有效的地方治理纲领，当时人称为“管教养卫”的四大纲领；所谓政制，是指各种具体的政策、规章等等。编练保甲，训练民众，建立占地达数百万亩、横跨四县的金水农场，筹划开辟钟祥水库，同时还计划修建武汉长江大桥，利用航空测量来整理田赋。

### 死亡
1936年10月25日，楊永泰在汉口码头被暗杀身亡。临死须臾，左右问及遗嘱，他说：
吾早知必有今日，身已许国，为国而死，夫复何恨，所可惜者，有志未逮，国祸方长耳。
凶手陈燮起（真名谭戎轩），系受原国民党CC派中央党部宣传部副部长刘庐隐指使。1937年刘庐隐在上海被捕入獄，处有期徒刑10年。据戴笠的调查，此案更像是一个自发的所谓爱国青年组织“中华青年抗日锄奸团”所为，这些年轻学子不满于国民政府的对日妥协外交，对所谓的亲日派极为痛恨。这些人自筹经费，购买枪支，准备刺杀几个著名的亲日派头目，如黄郛、张群、杨永泰等人，结果真的让他们等到了机会。
楊永泰死後一個多月(1936年12月12日)，西安事變發生。

## 著作
译著有《外交策略》、《现代民主政治》等